# Rivalidad entre el Zenit San Petersburgo y el CSKA Moscú
La rivalidad entre el Zenit San Petersburgo y el PFC CSKA Moscú es una de las más antiguas del fútbol en Rusia y en la antigua Unión Soviética, ya que son dos de los equipos más exitosos del país. Además de la rivalidad deportiva está el histórico enfrentamiento entre las ciudades de Moscú y San Petersburgo.
Recientemente ha comenzado a referirse, popularmente y en los medios de comunicación, al partido y la rivalidad como el Derbi de las dos capitales (en ruso: Дерби двух столиц, Derbi dvukh stolits), aunque este apodo también puede hacer referencia a la rivalidad del Zenit con el Spartak.

## Historia
El PFC CSKA Moscú fue fundado en 1911 como sección de fútbol del club de deportes CSKA Moscú, que posteriormente pasó a estar afiliado al Ejército Rojo. Por su parte, el Zenit Leningrado fue fundado en 1925 (pasaría a ser Zenit San Petersburgo tras el fin de la Unión Soviética y ser renombrada, nuevamente, Leningrado a San Petersburgo) en el seno de la sociedad deportiva Zenit, afiliada a la industria del armamento.

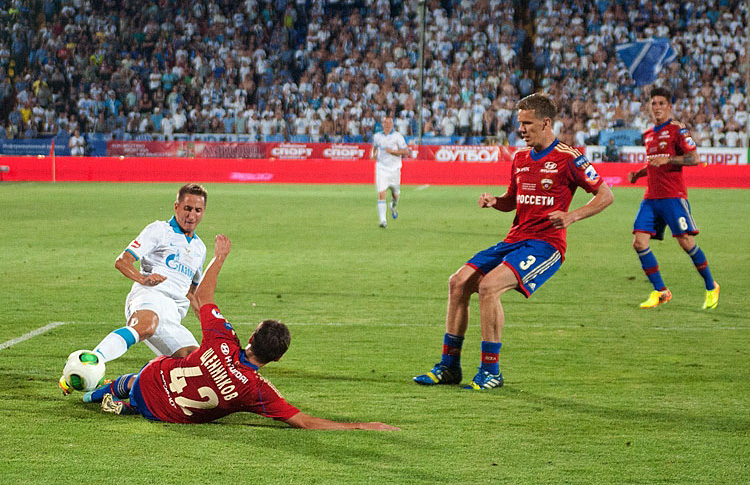
Zenit y CSKA durante la Supercopa de Rusia 2013.

El primer partido entre ambos se jugó por primera vez en 1938 y el entonces CSKA venció 2-1 en Moscú al Zenit. Los Armeytsy («militares») del CSKA impusieron un dominio total al Zenit entre 1938 y 1970, período en el que el equipo moscovita nunca perdió ante el Zenit en Leningrado. La racha fue de 25 partidos, 14 victorias, 11 empates y ninguna derrota, con una diferencia de goles 55-20. No fue hasta 1971 en Leningrado, cuando el Zenit logró infligir la primera derrota al CSKA en su estadio, pero lo hizo con una goleada de cinco goles a cero.
Mientras que el CSKA fue uno de los equipos más potentes durante el período soviético con siete ligas y cinco copas, el Zenit Leningrado nunca consiguió estar entre los mejores ni competir regularmente por los títulos y en ese período sólo sumó una liga y una copa. Sin embargo, ser el principal equipo de Leningrado en primera división fue suficiente para reunir una gran cantidad de aficionados y mantener grandes rivalidades con los equipos moscovitas.
El auge de la rivalidad llegó tras la desintegración de la Unión Soviética y la creación de la Liga Premier de Rusia, cuando el Zenit sí se convirtió en uno de los grandes equipos de Rusia y pudo competir con el CSKA o Spartak por el campeonato. Desde 2003 hasta 2013, los títulos de liga rusa se han repartido entre el Zenit y el CSKA, salvo las dos ligas consecutivas que ganó el Rubin Kazán en 2008 y 2009. Además, tanto CSKA como Zenit son los dos únicos clubes rusos en proclamarse campeones de competiciones europeas al ganar la Copa de la UEFA (2005 el CSKA y 2008 el Zenit).

## Estadísticas
La siguiente es una lista incompleta de partidos oficiales entre ambos equipos desde el 5 de octubre de 1994 hasta la actualidad.
Actualizado al 10 de noviembre de 2013
| Victorias Zenit | Empates | Victorias CSKA |
| --------------- | ------- | -------------- |
| 20              | 10      | 18             |